# Línea N20 (EMT Madrid)
La línea N20 de la empresa municipal de autobuses de Madrid es una línea nocturna que conecta la Plaza de Cibeles con el barrio de Peñagrande y Pitis. Tiene un recorrido similar al de las líneas diurnas 46 (entre la Gran Vía y la Ciudad Universitaria) y 82 (entre Ciudad Universitaria y Pitis)

## Características
La línea, al igual que todas las líneas nocturnas de Madrid de la red de búhos, empieza su camino en la plaza de Cibeles y sus horarios de salida de la misma coinciden de domingo a jueves con los de otras líneas para permitir el transbordo.
La primitiva N20 (creada en mayo de 1994) unía la Plaza de Cibeles con Fuencarral, teniendo entonces la línea N17 (Pza. Cibeles - Fuentelarreina) un recorrido similar al de la actual N20.
En la ampliación de 20 a 26 líneas nocturnas en octubre de 2002, línea N20 pasa a tener el itinerario de la N17 cambiando la denominación Fuentelarreina por Bº Peñagrande. En 2005, la línea vio modificado su recorrido para atender a la Ciudad Universitaria, zona carente hasta entonces de servicio nocturno de autobuses. 
En 2017 se prolongó su recorrido hasta la estación de Pitis.
El 19 de enero de 2021, la línea modifica su itinerario en la zona de Arroyo del Fresno. De esta forma, deja de circular por la Av. Arroyo del Monte en su totalidad para desviarse antes, por las calles Irene Caba Alba y María de Maeztu.

## Horarios
| Domingos a jueves y festivos           |                 |                 |                 |                 |                 |                 |                 |                 |                 |                 |                 |                 |                 |                 |                 |
| Cibeles > Pitis                        | Cibeles > Pitis | Cibeles > Pitis | Cibeles > Pitis | Cibeles > Pitis | Cibeles > Pitis | Cibeles > Pitis | Cibeles > Pitis | Pitis > Cibeles | Pitis > Cibeles | Pitis > Cibeles | Pitis > Cibeles | Pitis > Cibeles | Pitis > Cibeles | Pitis > Cibeles | Pitis > Cibeles |
| 00                                     | 01              | 02              | 03              | 04              | 05              | 06              | 07              | 23              | 00              | 01              | 02              | 03              | 04              | 05              | 06              |
| 00 35                                  | 10 45           | 20 55           | 30              | 05 40           | 15              |                 |                 | 40              | 15 50           | 25              | 00 35           | 10 45           | 20              | 00 45           |                 |
| Viernes, sábados y vísperas de festivo |                 |                 |                 |                 |                 |                 |                 |                 |                 |                 |                 |                 |                 |                 |                 |
| Cibeles > Pitis                        | Cibeles > Pitis | Cibeles > Pitis | Cibeles > Pitis | Cibeles > Pitis | Cibeles > Pitis | Cibeles > Pitis | Cibeles > Pitis | Pitis > Cibeles | Pitis > Cibeles | Pitis > Cibeles | Pitis > Cibeles | Pitis > Cibeles | Pitis > Cibeles | Pitis > Cibeles | Pitis > Cibeles |
| 00                                     | 01              | 02              | 03              | 04              | 05              | 06              | 07              | 23              | 00              | 01              | 02              | 03              | 04              | 05              | 06              |
| 00 20 35 55                            | 05 20 35 50     | 05 20 35 50     | 05 20 35 50     | 05 20 35 50     | 05 25 45        | 15              | 00              | 30              | 00 30 50        | 10 25 40 55     | 10 25 40 55     | 10 25 40 55     | 10 25 40 55     | 10 30 50        | 15              |
| Sólo sábados y vísperas de festivo     |                 |                 |                 |                 |                 |                 |                 |                 |                 |                 |                 |                 |                 |                 |                 |

## Recorrido y paradas

### Sentido Pitis
Partiendo de la Plaza de Cibeles, la línea toma la calle de Alcalá en dirección oeste, dejándola para desviarse a la derecha por la Gran Vía, que recorre entera hasta llegar a la Plaza de España, en la cual toma la salida de la Cuesta de San Vicente, que recorre entera hasta llegar a la Glorieta de San Vicente. En esta glorieta, la línea sale por el Paseo de La Florida, que recorre entero, siguiendo de frente al final por la Avenida de Valladolid, que recorre igualmente entera hasta llegar al Puente de los Franceses, donde abandona el barrio de la Bombilla y entra en la Ciudad Universitaria por la Senda del Rey.
Dentro de la Ciudad Universitaria, circula por la Senda del Rey, girando al final de la misma a la derecha por la calle Obispo Trejo, que recorre hasta la siguiente intersección girando a la izquierda por la calle Martín Fierro, y gira en la siguiente intersección a la derecha por la Avenida Juan de Herrera, al final de la cual llega a la Glorieta del Cardenal Cisneros. En esta glorieta sale por la Avenida Complutense.
La línea recorre la avenida en su totalidad parando frente a varias facultades hasta salir de la Ciudad Universitaria y tomar la Avenida de Miraflores en dirección a la Colonia Puerta de Hierro.
Dentro de la colonia circula por las calles Navalperal, Alfonso Fernández Clausells, Isla de Oza y San Martín de Porres, al final de la cual llega a la calle Doctor Ramón Castroviejo. Recorre esta calle franqueando la M-30 en la Glorieta de Mariano Salvador Maella y toma la calle Joaquín Lorenzo, que abandona al poco de circular por ella para circular por la calle Islas Aleutianas girando a la derecha.
Recorre entera la calle de las Islas Aleutianas y sale a la Avenida del Cardenal Herrera Oria, que toma en dirección oeste. Recorre esta avenida hasta la intersección con la calle Arroyofresno, que toma girando a la izquierda. Por esta entra en el barrio de Peñagrande.
Dentro del barrio de Peñagrande circula por las calles Gavilanes, Fresnedillas, Gabriela Mistral, Alfonso Rodríguez Castelao y Leopoldo Alas Clarín. Después toma la Avenida de Arroyo del Monte, girando por Irene Caba Alba, María de Maeztu y posteriormente Senda del Infante para alcanzar la estación de Pitis.
| Código | Parada                                   | Común con       | Conexiones con Metro y Cercanías | Otros |
| ------ | ---------------------------------------- | --------------- | -------------------------------- | --- |
| 3729   | CIBELES                                  | N21             | Banco de España                  | Líneas N1, N2, N3, N4, N5, N6, N7, N8, N9, N10, N11, N12, N13, N14, N15, N16, N17, N18, N19, N20, N21, N22, N23, N24, N25, N26 y Exprés Aeropuerto (N27) |
| 5137   | Gran Vía-Pedro Zerolo                    | N16 N18 N19 N21 |                                  | |
| 4094   | Gran Vía-Montera                         | N16 N18 N19 N21 | Gran Vía Sol                     | |
| 9      | Gran Vía-Callao                          | N16 N18 N19 N21 | Callao                           | |
| 168    | Santo Domingo                            | N16 N18 N19 N21 | Santo Domingo                    | |
| 170    | Gran Vía-Plaza de España                 | N16 N18 N19     | Plaza de España                  | |
| 599    | Jardines de Sabatini                     | N18 N19 NC2     |                                  | |
| 603    | Príncipe Pío                             | N18 N19         | Príncipe Pío                     | NC1 NC2 |
| 2296   | Intercambiador de Príncipe Pío           |                 | Príncipe Pío                     | NC1 NC2 |
| 860    | San Antonio de la Florida                |                 |                                  | |
| 2407   | Avenida de Valladolid-Brigada Tráfico    |                 |                                  | |
| 2411   | Puente de los Franceses-Clínica Moncloa  | N905            |                                  | |
| 4499   | Senda del Rey                            |                 |                                  | |
| 4500   | Consejo Superior de Deportes             |                 |                                  | |
| 2415   | Juan Herrera                             |                 |                                  | |
| 1684   | Cardenal Cisneros                        |                 |                                  | |
| 1687   | Metro Ciudad Universitaria               |                 | Ciudad Universitaria             | |
| 1691   | Avenida Complutense-Jardín Botánico      |                 |                                  | |
| 1693   | Paraninfo-Matemáticas                    |                 |                                  | |
| 4285   | Paraninfo-Telecomunicaciones             |                 |                                  | |
| 1697   | Paraninfo-CIEMAT                         |                 |                                  | |
| 1699   | Avenida de Miraflores-Dehesa de la Villa |                 |                                  | |
| 1701   | Navalperal-Madrigal                      |                 |                                  | |
| 1703   | Fernández Clausells-Mártires Maristas    |                 |                                  | |
| 1705   | Fernández Clausells-Isla de Oza          |                 |                                  | |
| 3391   | Isla de Oza-San Martín de Porres         |                 |                                  | |
| 1711   | San Martín de Porres-Guisando            |                 |                                  | |
| 3733   | Joaquín Lorenzo-Doctor Castroviejo       |                 |                                  | |
| 3821   | Joaquín Lorenzo-Avenida Ilustración      |                 |                                  | |
| 5950   | Islas Aleutianas-Joaquín Lorenzo         |                 |                                  | |
| 1353   | Herrera Oria-Camino Fuencarral           |                 |                                  | |
| 1720   | Arroyofresno-Herrera Oria                |                 |                                  | |
| 1722   | Fresnedillas                             |                 |                                  | |
| 1724   | Gabriela Mistral-Alas Clarín             |                 |                                  | |
| 1726   | Rodríguez Castelao-Gabriela Mistral      |                 |                                  | |
| 1632   | Rosalía de Castro-Gabriela Mistral       |                 |                                  | |
| 4819   | Irene Caba Alba-María de Maeztu          |                 |                                  | |
| 4823   | María de Maeztu-Teresa Claramunt         |                 | Arroyofresno                     | |
| 4292   | PITIS (C/ María Casares)                 |                 | Pitis                            | |

### Sentido Plaza de Cibeles
La línea inicia su recorrido en la calle María Casares, junto a la estación de Pitis. Desde allí, gira por María de Maeztu e Irene Caba Alba y toma la Avenida Arroyo del Monte; que recorre hasta el cruce con Rosalía de Castro. Allí gira a la izquierda para incorporarse a la calle Ramón Gómez de la Serna.
Por esta calle sale del barrio de Peñagrande y se incorpora girando a la derecha por la Avenida del Cardenal Herrera Oria, que recorre brevemente hasta desviarse por la calle de las Islas Aleutianas, que recorre entera hasta salir a la Glorieta de Isaac Rabín, donde toma la salida de la calle Juan José López Ibor.
Entra entonces en la Colonia Puerta de Hierro, dentro de la cual circula por las calles Juan José López Ibor, Nueva Zelanda, Isla de Oza, José Fentanés, Avda. Mártires Maristas y Navalperal, saliendo de la colonia por la Avenida de Miraflores.
A partir de aquí el recorrido es igual a la ida pero en sentido contrario con una salvedad, circula por la Avenida de Séneca en vez de hacerlo por la Senda del Rey y la calle Obispo Trejo.
| Código | Parada                                   | Común con       | Conexiones con Metro y Cercanías | Otros |
| ------ | ---------------------------------------- | --------------- | -------------------------------- | --- |
| 4292   | PITIS (C/ María Casares)                 |                 | Pitis                            | |
| 4824   | María de Maeztu-Teresa Claramunt         |                 | Arroyofresno                     | |
| 4820   | Irene Caba Alba-María de Maeztu          |                 |                                  | |
| 1630   | Rosalía de Castro-Gómez de la Serna      |                 |                                  | |
| 1628   | Gómez de la Serna-Alejandro Casona       |                 |                                  | |
| 1626   | Gómez de la Serna-Colonia El Pino        |                 |                                  | |
| 1551   | Herrera Oria-Gómez de la Serna           |                 |                                  | |
| 1598   | Islas Aleutianas-Herrera Oria            |                 |                                  | |
| 5996   | López Ibor-Joaquín Lorenzo               |                 |                                  | |
| 1592   | Doctor Castroviejo-López Ibor            |                 |                                  | |
| 1590   | López Ibor-Isla Cristina                 |                 |                                  | |
| 1588   | Nueva Zelanda-Ruperto Andrés             |                 |                                  | |
| 1706   | José Fentanes-Isla de Oza                |                 |                                  | |
| 1704   | José Fentanes-Mártires Maristas          |                 |                                  | |
| 5309   | Navalperal-Madrigal                      |                 |                                  | |
| 1700   | Avenida de Miraflores-Dehesa de la Villa |                 |                                  | |
| 1698   | Paraninfo-CIEMAT                         |                 |                                  | |
| 1696   | Paraninfo-Derecho                        |                 |                                  | |
| 1694   | Paraninfo-Filosofía                      |                 |                                  | |
| 1692   | Avenida Complutense-Jardín Botánico      |                 |                                  | |
| 1688   | Metro Ciudad Universitaria               |                 | Ciudad Universitaria             | |
| 1685   | Cardenal Cisneros                        |                 |                                  | |
| 2416   | Juan Herrera                             |                 |                                  | |
| 2414   | Consejo Superior de Deportes             |                 |                                  | |
| 4295   | Consejo Superior de Deportes             |                 |                                  | |
| 2412   | Puente de los Franceses-Clínica Moncloa  | N905            |                                  | |
| 2408   | Avenida de Valladolid-Brigada Tráfico    |                 |                                  | |
| 861    | San Antonio de la Florida                |                 |                                  | |
| 857    | Intercambiador de Príncipe Pío           | N905            | Príncipe Pío                     | NC1 NC2 |
| 604    | Príncipe Pío                             | N18 N19         | Príncipe Pío                     | NC1 NC2 |
| 742    | Jardines de Sabatini                     | N18 N19 NC1     |                                  | |
| 171    | Gran Vía-Plaza de España                 | N16 N18 N19 N21 | Plaza de España                  | |
| 169    | Santo Domingo                            | N16 N18 N19 N21 | Santo Domingo                    | |
| 723    | Gran Vía-Callao                          | N16 N18 N19 N21 | Callao                           | |
| 724    | Gran Vía-Montera                         | N16 N18 N19 N21 | Gran Vía Sol                     | |
| 5138   | Gran Vía-Pedro Zerolo                    | N16 N18 N19 N21 |                                  | |
| 3729   | CIBELES                                  | N21             | Banco de España                  | Líneas N1, N2, N3, N4, N5, N6, N7, N8, N9, N10, N11, N12, N13, N14, N15, N16, N17, N18, N19, N20, N21, N22, N23, N24, N25, N26 y Exprés Aeropuerto (N27) |